# Francis Suarez

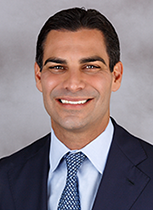
Francis Suarez (2017)

Francis Xavier Suarez (* 6. Oktober 1977 in Miami, Florida) ist ein US-amerikanischer Jurist und Politiker, der seit 2017 als 43. Bürgermeister der Stadt Miami amtiert. Suarez ist der erste in Miami geborene Bürgermeister. Er ist ein eingetragener Republikaner, auch wenn das Amt des Bürgermeisters von Miami überparteilich ist. 

## Laufbahn
Suarez besuchte die Immaculata-LaSalle High School. Er machte 1996 seinen Abschluss und gehörte anschließend zu den besten 10 % seines Jahrgangs an der Florida International University, wo er einen Bachelor-Abschluss in Finanzen erwarb. Nach dem College entschied sich Francis Suarez für ein Studium an der University of Florida Fredric G. Levin College of Law, das er 2004 mit dem Juris Doctor cum laude abschloss. Er arbeitete danach als Rechtsanwalt in der Kanzlei Greenspoon Marder, spezialisiert auf Unternehmens- und Immobilientransaktionen. 
2009 wurde er in die Position eines Commissioner der Stadt der Stadt Miami gewählt und 2011 und 2015 ohne Gegenkandidaten wiedergewählt. Er wurde schließlich am 7. November 2017 mit 86 Prozent der Stimmen zum neuen Bürgermeister gewählt. Als Bürgermeister hat er eine 400-Millionen-Dollar-Stadtanleihen-Initiative überwacht, die manchmal als „Miami Forever Bond“ bezeichnet wird, um den steigenden Meeresspiegel zu bekämpfen und bezahlbaren Wohnraum zu errichten. Er stellte auch Pläne vor, um Miami zu einem Technologiezentrum zu machen. Am 13. März 2020 erkrankte Suarez an COVID-19. Er war damit die zweite Person, bei der eine Infektion in Miami-Dade County bestätigt wurde.
Suarez gilt als ein kryptowährungsfreundlicher Politiker, der die Entwicklung von Miami als Kryptowährungszentrum fördert. 2021 kündigte die Stadt an, dass zukünftig Stadtbeamte in der Kryptowährung Bitcoin bezahlt werden können.
Am 15. Juni 2023 gab Suarez seine Kandidatur für die Präsidentschaftswahl in den Vereinigten Staaten 2024 bekannt. Im August zog er die Kandidatur zurück und blieb damit Bürgermeister von Miami.

## Familiäres
Francis Suarez wurde als Sohn von Xavier Suarez geboren, der in Kuba geboren wurde und von 1985 bis 1993 und erneut von 1997 bis 1998 Bürgermeister von Miami war. Seine Tante Lala ist die Mutter des Kongressabgeordneten von West Virginia, Alex Mooney. 
Francis Suarez ist mit Gloria Fonts Suarez verheiratet und der Vater zweier Töchter.